# Moishe Postone
Moishe Postone, nascut el 1942 al Canadà, és professor en el departament d'història i d'estudis jueus de la Universitat de Chicago. Des dels anys 1980 proposa una teoria crítica adaptada al món actual basada sobre una relectura de Marx en ruptura amb el marxisme tradicional. Igual que Robert Kurz, és un teòric de la crítica del valor.

## Biografia
Moishe Postone va viure a Frankfurt del Main de 1976 a 1982. Col·laborà en l'Institut de Recerca Social i el 1983 es va doctorar a la Universitat Johann Wolfgang Goethe. Filòsof i historiador del pensament alemany, és especialista de l'antisemitisme modern i de la història de les idees a Europa. Les seves recerques també inclouen la teoria social, en particular la crítica de la modernitat, l'Alemanya del segle XX i les transformacions globals contemporànies.

## Pensament
Moishe Postone és considerat com un dels màxims exponents del corrent teòric anomenat crítica del valor de la mateixa manera que Robert Kurz (1943-2012) a Alemanya o de Jean-Marie Vincent (1934-2004) a França.
El seu llibre Temps, treball i dominació social (Necessity, Labor and Time: A Reinterpretation of the Marxian Critique of Capitalism), publicat en anglès el 1993 és la síntesi de diversos anys d'estudi i va ser saludat per la seva importància teòrica i la seva innovació.
Partint d'una relectura de Marx segons la qual el capitalisme és una forma de dominació impersonal, Moishe Postone trenca amb la idea de «subjecte» pròpia del marxisme tradicional. Rebutja l'oposició entre els capitalistes, suposats subjectes dominants, i els treballadors, suposats subjectes emancipadores, i proposa el capital com el veritable subjecte, el «subjecte autòmat» del qual la humanitat ha d'alliberar-se. Tasca difícil ja que, individual o col·lectiva, afirmativa o crítica, tota subjectivitat està impregnada per les estructures socials del capitalisme. Una oposició conscient és possible, però ha de ser prou reflexiva com per trencar amb el pensament sotmès al fetitxe-capital i evitar així caure en una o una altra de les falses crítiques del capitalisme, de les quals l'antisemitisme modern és una de les seves manifestacions més visibles.
Mentre que el capitalisme neoliberal multiplica els seus estralls (crisi econòmica, ecològica, alimentària, etc.) i la vida, sotmesa al treball abstracte, apareix sempre més fragmentada, privada de sentit, la crítica radical del món ha desaparegut. Enfront del marxisme - i amb ell totes les restes de l'esquerra - que redueix el pensament de Marx a una teoria apologètica del capitalisme intervencionista d'Estat, Moishe Postone lliura els conceptes de Marx dels llastos marxistes i reelabora una teoria crítica que s'enfronta a l'essència mateixa del capitalisme: la forma de treball específica en aquesta formació social. El treball sota el capitalisme no és una activitat exterior al capitalisme que caldria alliberar; és el fonament del capitalisme, per la qual cosa deu ser abolit.
André Gorz va dir en una de les seves últimes entrevistes : « El que més m'interessa des de fa uns anys és la nova interpretació de la teoria crítica de Marx publicada per Moishe Postone. Tant de bo sigui traduïda en francès al mateix temps que els tres llibres de Robert Kurz.»

## Publicacions
Llibres
- Critique du fétiche-capital: Le capitalisme, l'antisemitisme et la gauche. Paris: Presses Universitaires de France, 2013.
- History and Heteronomy: Critical Essays. Tokyo: University of Tokyo Center for Philosophy, 2009.
- Marx Reloaded. Repensar la teoría crítica del capitalismo. Madrid: Editorial Traficantes de Sueños, 2007.
- Deutschland, die Linke und der Holocaust - Politische Interventionen. Freiburg, Germany: Ca Ira Verlag, 2005.
- Catastrophe and Meaning: The Holocaust and the Twentieth Century. [Co-editor with Eric Santner] Chicago: University of Chicago Press, 2003.
- Marx est-il devenu muet: Face à la mondialisation? Paris: les éditions de l'Aube, 2003.
- Time, Labor and Social Domination: A Reinterpretation of Marx's Critical Theory. New York and Cambridge: Cambridge University Press, 1993.
- Bourdieu: Critical Perspectives. co-editor with Craig Calhoun and Edward LiPuma, Chicago and Cambridge: University of Chicago Press and Polity Press, 1993.

Articles i capítols
- "History and Helplessness: Mass Mobilization and Contemporary Forms of Anticapitalism" Public Culture 18.1 Duke UP 2006.
- "Critique, State, and Economy" in Fred Rush (ed.) The Cambridge Companion to Critical Theory, Cambridge: Cambridge University Press, 2004.
- "The Holocaust and the Trajectory of the Twentieth Century," in M. Postone and E. Santner (eds.) Catastrophe and Meaning. University of Chicago Press, 2003.
- "Lukács and the Dialectical Critique of Capitalism," in R. Albritton and J. Simoulidis, (eds.), New Dialectics and Political Economy, Houndsmill, Basingstoke and New York: Palgrave Macmillan, 2003.
- "Hannah Arendts Eichmann in Jerusalem: Die unaufgelöste Antinomie von Universalität und Besonderem," in Gary Smith (ed.), Hannah Arendt Revisited: "Eichmann in Jerusalem" und die Folgen, Suhrkamp Verlag, Frankfurt a.M., 2000.
- "Contemporary Historical Transformations: Beyond Postindustrial and Neo-Marxist Theories," Current Perspectives in Social Theory. Vol. 19, 1999. Stamford, Conn: JAI Press Inc., 1999.
- "Deconstruction as Social Critique: Derrida on Marx and the New World Order," [review essay on Jacques Derrida, Specters of Marx] in History and Theory, October, 1998.
- "Rethinking Marx in a Postmarxist World," in Charles Camic (ed.), Reclaiming the Sociological Classics. Cambridge, Mass.: Blackwell Publishers, 1998.
- "Political Theory and Historical Analysis," in C. Calhoun (ed.), Habermas and the Public Sphere, Cambridge, Mass.: MIT Press, 1992.
- "History and Critical Social Theory," (Review essay on Jürgen Habermas, The Theory of Communicative Action) in Contemporary Sociology. Vol. 19, No. 2, March, 1990.
- "After the Holocaust: History and Identity in West Germany," in K. Harms, L.R. Reuter and V. Dürr (eds.), Coping with the Past: Germany and Austria after 1945, Madison: University of Wisconsin Press, 1990.
- "Anti-Semitism and National Socialism," in A. Rabinbach and J. Zipes (eds.), Germans and Jews Since the Holocaust, New York: Holmes and Meier, 1986.
- “On Nicolaus' 'Introduction' to the Grundrisse”. Telos 22 (Winter 1974-5). New York: Telos Press.